# Eucyclops speratus
Eucyclops speratus är en kräftdjursart som först beskrevs av Wilhelm Lilljeborg 1901.  Eucyclops speratus ingår i släktet Eucyclops och familjen Cyclopidae. Arten är reproducerande i Sverige. Inga underarter finns listade i Catalogue of Life.